# A Rubiaceae nemzetségeinek listája
A buzérfélék (Rubiaceae) családjának lehetőség szerint teljes nemzetséglistája.

## List
| - Acranthera Arn. ex Meisn. - Acrobotrys K.Schum. & K.Krause - Acunaeanthus Borhidi, Komlodi & Moncada - Adina Salisb. - Adinauclea Ridsdale - Afrocanthium (Bridson) Lantz & B.Bremer - Agathisanthemum Klotzsch - Aidia Lour. - Aidiopsis Tirveng. - Airosperma K.Schum. & Lauterb. - *Aitchisonia Hemsl. ex Aitch. - Alberta E.Mey. - Aleisanthia Ridl. - Aleisanthiopsis Tange - Alibertia A.Rich ex DC. - *Allaeophania Thwaites - Alleizettella Pit. - *Allenanthus Standl. - Alseis Schott - Amaioua Aubl. - Amaracarpus Blume - Amphiasma Bremek. - Amphidasya Standl. - Amphistemon Groeninckx - *Ancylanthos Desf. - *Anomanthodia Hook.f. - Antherostele Bremek. - Anthorrhiza C.R.Huxley & Jebb - Anthospermum L. - Antirhea Comm. ex A.Juss. - Aoranthe Somers - Aphaenandra Miq. - Aphanocarpus Steyerm. - *Appunia Hook.f. - Arachnothryx Planch. - Arcytophyllum Willd. ex Schult. & Schult.f. - Argocoffeopsis Lebrun - Argostemma Wall. - *Ariadne Urb. - Asemnantha Hook.f. - *Asperugalium E.Fourn. - Asperula L. - Astiella Jovet - Atractocarpus Schltr. & K.Krause - Atractogyne Pierre - Augusta Pohl - Aulacocalyx Hook.f. - Badusa A.Gray - Balmea Martinez - *Bancalus Kuntze. - Bathysa C.Presl - Batopedina Verdc. - *Becheria Ridl. - Belonophora Hook.f. - Benkara Adans. - Benzonia Schumach. - Berghesia Nees - Bertiera Aubl. - Bikkia Reinw. ex Blume - *Blandibractea Wernham - Blepharidium Standl. - Bobea Gaudich. - Boholia Merr. - Borojoa Cuatrec. - *Borreria G.Mey. - Bothriospora Hook.f. - Botryarrhena Ducke - Bouvardia Salisb. - Brachytome Hook.f. - Bradea Standl. - Bremeria Razafim. & Alejandro - Brenania Keay - Breonadia Ridsdale - Breonia A.Rich ex DC. - Bullockia (Hiern) Razafim., Lantz & B.Bremer - Burchellia R.Br. - Burttdavya Hoyle - Byrsophyllum Hook.f. - *Calanda K.Schum. - Callipeltis Steven - Calochone Keay - Calycophyllum DC. - Calycosia A.Gray - Calycosiphonia Pierre ex Robbr. - Canephora Juss. - Canthium Lam. - Capirona Spruce - *Captaincookia N.Hallé - Carapichea Aubl. - Carpacoce Sond. - Carphalea Juss. - Carterella Terrell - Casasia A.Rich - Catesbaea L. - Catunaregam Wolf - Cephalanthus L. - *Cephalodendron Steyerm. - Ceratopyxis Hook.f. - Ceriscoides (Hook.f.) Tirveng. - Ceuthocarpus Aiello - Chaetostachydium Airy Shaw - Chalepophyllum Hook.f. - Chamaepentas Bremek. - Chapelieria A.Rich ex DC. - Chassalia Comm. ex Poir. - Chazaliella E.M.A.Petit & Verdc. - Chimarrhis Jacq. - Chiococca P.Browne - Chione DC. - Chomelia Jacq. - *Choulettia Pomel - *Cigarrilla Aiello - Ciliosemina Antonelli - Cinchona L. - Cinchonopsis L.Andersson - Cladoceras Bremek. - Clarkella Hook.f. - Coccochondra Rauschert - Coccocypselum P.Browne - *Codaria Kuntze - Coddia Verdc. - Coelopyrena Valeton - Coelospermum Blume - Coffea L. - Coleactina N.Hallé - Colletoecema E.M.A.Petit - *Commitheca Bremek. - Condaminea DC. - Conostomium (Stapf) Cufod. - *Conotrichia A.Rich - Coprosma J.R.Forst. & G.Forst. - Coptophyllum Korth. - Coptosapelta Korth. - Corynanthe Welw. - Coryphothamnus Steyerm. - Cosmibuena Ruiz & Pav. - Cosmocalyx Standl. - *Coupoui Aubl. - Coussarea Aubl. - Coutaportla Urb. - Coutarea Aubl. - Cowiea Wernham - Craterispermum Benth. - Cremaspora Benth. - Cremocarpon Boivin ex Baill. - Crobylanthe Bremek. - *Crocyllis E.Mey. ex Hook.f. - Crossopteryx Fenzl - Crucianella L. - Cruciata Mill. - Cruckshanksia Hook. & Arn. - Crusea Schltdl. & Cham. - *Cuatrecasasiodendron Steyerm. - Cubanola Aiello - Cuviera DC. - Cyclophyllum Hook.f. - Damnacanthus C.F.Gaertn. - Danais Comm. ex Vent. - Deccania Tirveng. - Declieuxia Kunth - Dendrosipanea Ducke - Dentella J.R.Forst. & G.Forst. - Deppea Schltdl. & Cham. - Diacrodon Sprague - Dialypetalanthus Kuhlm. - Dibrachionostylus Bremek. - Dichilanthe Thwaites - Dictyandra Welw. ex Hook.f. - Didymaea Hook.f. - Didymochlamys Hook.f. - *Didymoecium Bremek. - Didymopogon Bremek. - Didymosalpinx Keay - *Dinocanthium Bremek. - Diodia L. - Dioecrescis Tirveng. - Dioicodendron Steyerm. - Diplospora DC. - Discospermum Dalzell - Diyaminauclea Ridsdale - Dolichodelphys K.Schum. & K.Krause - Dolicholobium A.Gray - Dolichometra K.Schum. - *Dondisia DC. - *Doricera Verdc. - Duidania Standl. - Dunnia Tutcher - Duperrea Pierre ex Pit. - Duroia L.f. - Durringtonia R.J.F.Hend. & Guymer - *Ecpoma K.Schum. - Eizia Standl. - Elaeagia Wedd. - Eleuthranthes F.Muell. ex Benth. - Emmenopterys Oliv. - Emmeorhiza Pohl ex Endl. - Eosanthe Urb. - Eriosemopsis Robyns - Erithalis P.Browne - Ernodea Sw. - Eteriscius Desv. - Euclinia Salisb. - Everistia (F.Muell.) S.T.Reynolds & R.J.F.Hend. - Exostema (Pers.) Rich. ex Humb. & Bonpl. - Fadogia Schweinf. - Fadogiella Robyns - *Fagerlindia Tirveng. - Faramea Aubl. - Ferdinandusa Pohl - Feretia Delile - Fergusonia Hook.f. - Fernelia Comm. ex Lam. - Flagenium Baill. - Flexanthera Rusby - Gaertnera Lam. - *Galiasperula Ronniger - Galiniera Delile - Galium L. - Gallienia Dubard & Dop - Galopina Thunb. - Gardenia J.Ellis - Gardeniopsis Miq. - Genipa L. - Gentingia J.T.Johanss. & K.M.Wong - Geophila D.Don - Gillespiea A.C.Sm. - Gleasonia Standl. - Glionnetia Tirveng. - Glossostipula Lorence - Gomphocalyx Baker - Gonzalagunia Ruiz & Pav. - *Gouldia A.Gray - Greenea Wight & Arn. - Greeniopsis Merr. - Guettarda L. - Gynochthodes Blume - *Gynopachis Blume - Gyrostipula J.-F.Leroy - Habroneuron Standl. - Haldina Ridsdale - *Hallea J.-F.Leroy - Hamelia Jacq. - *Hayataella Masam. - Hedstromia A.C.Sm. - Hedyotis L. - Hedythyrsus Bremek. - Heinsenia K.Schum. - Heinsia DC. - Hekistocarpa Hook.f. - *Henlea H.Karst. - Henriquezia Spruce ex Benth. - Heterophyllaea Hook.f. - Hillia Jacq. - Himalrandia T.Yamaz. - Hindsia Benth. ex Lindl. - Hintonia Bullock - Hippotis Ruiz & Pav. - *Hitoa Nadeaud - Hodgkinsonia F.Muell. - Hoffmannia Sw. - Holstianthus Steyerm. - Homollea Arènes - Homolliella Arènes - *Hondbessen Adans. - Houstonia L. - Hutchinsonia Robyns - Hydnophytum Jack - Hydrophylax L.f. - *Hymenocnemis Hook.f. - Hymenocoleus Robbr. - Hymenodictyon Wall. - Hyperacanthus E.Mey. ex Bridson - Hypobathrum Blume - Hyptianthera Wight & Arn. - *Ibetralia Bremek. - *Indopolysolenia Bennet - Isertia Schreb. - Isidorea A.Rich ex DC. - Ixora L. - Jackiopsis Ridsdale - Janotia J.-F.Leroy - *Jaubertia Guill. - *Javorkaea Borhidi & Jarai-Koml. - Joosia H.Karst. - Jovetia Guédès - Kailarsenia Tirveng. - Kajewskiella Merr. & L.M.Perry - Keenania Hook.f. - Keetia E.Phillips - Kelloggia Torr. ex Benth. & Hook.f. - Kerianthera J.H.Kirkbr. - Khasiaclunea Ridsdale - Klossia Ridl. - Knoxia L. - Kochummenia K.M.Wong - Kohautia Cham. & Schltdl. - Kraussia Harv. - Kutchubaea Fisch. ex DC. - Ladenbergia Klotzsch - *Lagynias E.Mey. ex Robyns - Lamprothamnus Hiern - Landiopsis Capuron ex Bosser - Lasianthus Jack - Lathraeocarpa Bremek. - Lecananthus Jack - Lecariocalyx Bremek. - Lelya Bremek. - Lemyrea (A.Chev.) A.Chev. & Beille - Lepidostoma Bremek. - Leptactina Hook.f. - Leptodermis Wall. - Leptomischus Drake - Leptoscela Hook.f. - Leptostigma Arn. - *Leptunis Steven - Lerchea L. - *Leroya Cavaco - Leucocodon Gardner - Leucolophus Bremek. - Limnosipanea Hook.f. - *Lindenia Benth. - *Litosanthes Blume - *Lucinaea DC. - Luculia Sweet - Lucya DC. - Ludekia' Ridsdale - Macbrideina Standl. - Machaonia Humb. & Bonpl. - Macrocnemum P.Browne - Macrosphyra Hook.f. - Maguireocharis Steyerm. - Maguireothamnus Steyerm. - Malanea Aubl. - Manettia Mutis ex L. - Manostachya Bremek. - Mantalania Capuron ex J.-F.Leroy - Margaritopsis Sauvalle - Maschalocorymbus Bremek. - Maschalodesme K.Schum. & Lauterb. - Massularia (K.Schum.) Hoyle - Mastixiodendron Melch. - Mazaea Krug & Urb. - Melanopsidium Colla - *Menestoria DC. - Mericarpaea Boiss. - Merumea Steyerm. - Metadina Bakh.f. - Meyna Roxb. ex Link - Micrasepalum Urb. - Microphysa Schrenk - Mitchella L. - Mitracarpus Zucc. ex Schult. & Schult.f. - Mitragyna Korth. - Mitrasacmopsis Jovet - *Mitrastigma Harv. - Mitriostigma Hochst. - Molopanthera Turcz. - Monosalpinx N.Hallé - *Montamans Dwyer - Morelia A.Rich ex DC. - Morierina Vieill. - Morinda L. - Morindopsis Hook.f. - Motleyia J.T.Johanss. - Mouretia Pit. - Multidentia Gilli - Mussaenda L. - Mussaendopsis Baill. - Mycetia Reinw. - *Myonima Comm. ex A.Juss. - Myrioneuron R.Br. ex Hook. - Myrmecodia Jack - Myrmeconauclea Merr. - Myrmephytum Becc. - Nargedia Bedd. - Nauclea L. - Neanotis W.H.Lewis - Neblinathamnus Steyerm. - Nematostylis Hook.f. - Nenax Gaertn. - Neobertiera Wernham - Neoblakea Standl. - *Neobreonia Ridsdale - *Neofranciella Guillaumin - *Neogaillonia Lincz. - Neohymenopogon Bennet - Neolamarckia Bosser - *Neolaugeria Nicolson - *Neoleroya Cavaco - Neomussaenda Tange - Neonauclea Merr. - *Neopentanisia Verdc. - Nernstia Urb. - Nertera Banks ex Sol. - Nesohedyotis (Hook.f.) Bremek. - Neurocalyx Hook. - Nichallea Bridson - Nodocarpaea A.Gray - Normandia Hook.f. - Nostolachma T.Durand - Notopleura (Hook.f.) Bremek. - Ochreinauclea Ridsdale & Bakh.f. - Octotropis Bedd. - Oldenlandia L. - Oldenlandiopsis Terrell & W.H.Lewis - Oligocodon Keay - Omiltemia Standl. - Opercularia Gaertn. - Ophiorrhiza L. - *Ophryococcus Oerst. - *Oregandra Standl. - Oreopolus Schltdl. - Osa Aiello - Otiophora Zucc. - *Otocalyx Brandegee - Otomeria Benth. - Ottoschmidtia Urb. - Oxyanthus DC. - Oxyceros Lour. - *Pachystigma Hochst. - Pachystylus K.Schum. - Paederia L. - Pagamea Aubl. - Pagameopsis Steyerm. - Palicourea Aubl. - *Pamplethantha Bremek. - Paracephaelis Baill. - Parachimarrhis Ducke - *Paracoffea J.-F. Leroy - Paracorynanthe Capuron - Paragenipa Baill. - Paraknoxia Bremek. - Parapentas Bremek. - *Paratriaina Bremek. - Pauridiantha Hook.f. - Pausinystalia Pierre ex Beille - Pavetta L. - Payera Baill. - *Pelagodendron Seem. - Pentagonia Benth. - Pentaloncha Hook.f. - Pentanisia Harv. - Pentanopsis Rendle - Pentas Benth. - Pentodon Hochst. - Peponidium (Baill.) Arènes - Perakanthus Robyns - Perama Aubl. - *Peratanthe Urb. - Peripeplus Pierre - Pertusadina Ridsdale - Petitiocodon Robbr. - *Phallaria Schumach. & Thonn. - Phellocalyx Bridson - Phialanthus Griseb. - Phialiphora Groeninckx - Phitopis Hook.f. - Phuopsis (Griseb.) Hook.f. - Phyllacanthus Hook.f. - Phyllis L. - Phyllocrater Wernham - Phyllomelia Griseb. - Phylohydrax Puff - Picardaea Urb. - Pimentelia Wedd. - Pinarophyllon Brandegee - Pinckneya Michx. - *Pittierothamnus Steyerm. - Pittoniotis Griseb. - Placocarpa Hook.f. - *Placopoda Balf.f. - Platycarpum Humb. & Bonpl. - *Plectronia L. - Plectroniella Robyns - Pleiocarpidia K.Schum. - Pleiocoryne Rauschert - Pleiocraterium Bremek. - Plocama Aiton - Plocaniophyllon Brandegee - Poecilocalyx Bremek. - Pogonolobus F.Muell. - Pogonopus Klotzsch - Polysphaeria Hook.f. - Polyura Hook.f. - Pomax Sol. ex DC. - Porterandia Ridl. - Portlandia P.Browne - Posoqueria Aubl. - Pouchetia A.Rich ex DC. - Praravinia Korth. - Pravinaria Bremek. - Preussiodora Keay - Prismatomeris Thwaites - *Proscephaleium Korth. - Psathura Comm. ex A.Juss. - Pseudaidia Tirveng. - *Pseudocinchona A.Chev. ex Perrot - *Pseudogaillonia Linchevskii - *Pseudogardenia Keay - Pseudohamelia Wernham - Pseudomantalania J.-F.Leroy - Pseudomussaenda Wernham - Pseudonesohedyotis Tennant - *Pseudopeponidium Arènes - Pseudopyxis Miq. - *Pseudosabicea N.Hallé - *Psilanthus Hook.f. - *Psilostoma Klotzsch ex Eckl. & Zeyh. - Psychotria L. - Psydrax Gaertn. - Psyllocarpus Mart. & Zucc. - Pteridocalyx Wernham - *Pterogaillonia Linchevskii - Pubistylus Thoth. - *Putoria Pers. - Pygmaeothamnus Robyns - Pyragra Bremek. - Pyrostria Comm. ex A.Juss. - Ramosmania Tirveng. & Verdc. - Randia L. - Raritebe Wernham - *Ravnia Oerst. - Readea Gillespie - *Relbunium (Endl.) Hook.f. - Remijia DC. - Rennellia Korth. - Retiniphyllum Humb. & Bonpl. - Rachicallis DC. - Rhadinopus S.Moore - Rhaphidura Bremek. - Rhipidantha Bremek. - *Rhopalobrachium Schltr. & K.Krause - Richardia L. - Riqueuria Ruiz & Pav. - Robynsia Hutch. - Rogiera Planch. - Roigella Borhidi & M.Fernandez Zeq. - Rondeletia L. - Rosenbergiodendron Fagerl. - Rothmannia Thunb. - Rubia L. - Rudgea Salisb. - Rustia Klotzsch - Rutidea DC. - Rytigynia Blume - Sabicea Aubl. - Sacosperma G.Taylor - Saldinia A.Rich ex DC. - Salzmannia DC. - Saprosma Blume - Sarcocephalus Afzel. ex R.Br. - Sarcopygme Setch. & Christoph. - *Schachtia H.Karst. - Schismatoclada Baker - Schizenterospermum Homolle ex Arènes - *Schizocalyx Wedd. - Schizocolea Bremek. - Schizomussaenda H.L.Li - Schizostigma Arn. ex Meisn. - Schmidtottia Urb. - Schradera Vahl - Schumanniophyton Harms - Schwendenera K.Schum. - Scolosanthus Vahl - Scyphiphora C.F.Gaertn. - *Scyphochlamys Balf.f. - Scyphostachys Thwaites - Sericanthe Robbr. - Serissa Comm. ex A.Juss. - Shaferocharis Urb. - Sherardia L. - Sherbournia G.Don - *Siderobombyx Bremek. - Siemensia Urb. - Simira Aubl. - Sinoadina Ridsdale - Sipanea Aubl. - Sipaneopsis Steyerm. - Siphonandrium K.Schum. - *Solenandra Hook.f. - Sommera Schltdl. - Spathichlamys R.Parker - Spermacoce L. - Spermadictyon Roxb. - Sphinctanthus Benth. - Spiradiclis Blume - Squamellaria Becc. - Stachyarrhena Hook.f. - Stachyococcus Standl. - Staelia Cham. & Schltdl. - Standleya Brade - Steenisia Bakh.f. - Stelechantha Bremek. - Stenaria (Raf.) Terrell - Stenostomum C.F.Gaertn. - Stephanococcus Bremek. - Stevensia Poit. - Steyermarkia Standl. - Stichianthus Valeton - Stilpnophyllum Hook.f. - Stipularia P.Beauv. - *Stomandra Standl. - Streblosa Korth. - Streblosiopsis Valeton - *Striolaria Ducke - Strumpfia Jacq. - Stylosiphonia Brandegee - Suberanthus Borhidi & M.Fernandez Zeq. - *Sukunia A.C.Sm. - *Sulitia Merr. - Synaptantha Hook.f. - Syringantha Standl. - Tamilnadia Tirveng. & Sastre - Tammsia H.Karst. - Tamridaea Thulin. & B.Bremer - *Tapiphyllum Robyns - Tarenna Gaertn. - Tarennoidea Tirveng. & Sastre - Temnocalyx Robyns - Temnopteryx Hook.f. - Tennantia Verdc. - Thamnoldenlandia Groeninckx - *Thecorchus Bremek. - Theligonum L. - Thogsennia Aiello - *Thyridocalyx Bremek. - Timonius Rumph. ex DC. - Tobagoa Urb. - Tocoyena Aubl. - Tortuella Urb. - Trailliaedoxa W.W.Sm. & Forrest - Tresanthera H.Karst. - Triainolepis Hook.f. - Tricalysia A.Rich ex DC. - Trichostachys Hook.f. - *Trukia Kaneh. - *Tsiangia But, H.H.Hsue & P.T.Li - *Ucriana Willd. - Uncaria Schreb. - Urophyllum Jack ex Wall. - Valantia L. - Vangueria Juss. - Vangueriella Verdc. - Vangueriopsis Robyns - Vavanga Rohr - *Versteegia Valeton - Villaria Rolfe - Virectaria Bremek. - Warszewiczia Klotzsch - *Webera Schreb. - Wendlandia Bartl. ex DC. - *Wernhamia S.Moore - Wittmackanthus Kuntze - Xanthophytum Reinw. ex Blume - Xantonnea Pierre ex Pit. - Xantonneopsis Pit. - *Yutajea Steyerm. - Zuccarinia Blume - Ez a szócikk részben vagy egészben a List of Rubiaceae genera című angol Wikipédia-szócikk fordításán alapul. Az eredeti cikk szerkesztőit annak laptörténete sorolja fel. Ez a jelzés csupán a megfogalmazás eredetét és a szerzői jogokat jelzi, nem szolgál a cikkben szereplő információk forrásmegjelöléseként. |